# Географ глобус пропил (роман)
«Географ глобус пропил» — роман российского писателя Алексея Иванова, написанный в 1995 году.
Сюжет включает три основные линии. Первая — это жизнь главного героя в настоящее время, вторая — его воспоминания о школьных годах, третья — его поход с учениками. Узловые моменты романа — пересечение этих линий.

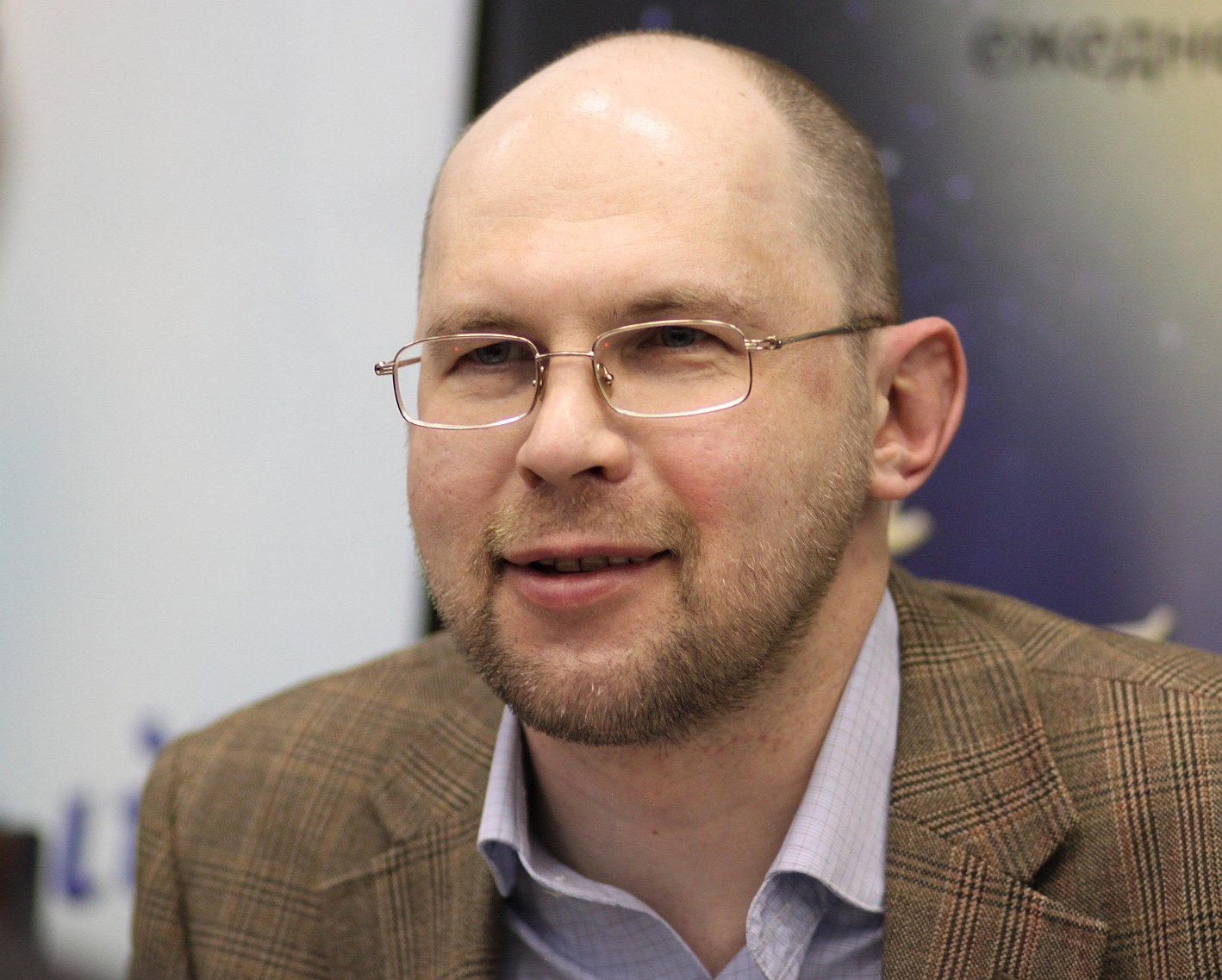
Автор романа Алексей Иванов

## Выход в свет
В 1997 году главы, посвящённые сплаву Географа с учениками по рекам, были напечатаны в журнале «Уральский следопыт» как самостоятельное произведение — в виде повести под названием «Оба берега реки».
В 2001 году альманах «Лабиринт» опубликовал главы, рассказывающие о школьных годах главного героя.
В 2003-м издательство «Вагриус» выпустило полный текст романа, однако редакторы, по словам автора, «сломали всю структуру», раздробив школьные воспоминания героя на несколько частей.
Наконец, в 2005 году в Санкт-Петербурге («Азбука-классика») «Географ…» впервые был издан в авторской редакции.

Роман «Географ глобус пропил» — это роман вовсе не о том, что весёлый парень Витька не может в своей жизни обрести опору, и не о том, что молодой учитель географии Служкин влюбляется в собственную ученицу. Это роман о стойкости человека в ситуации, когда нравственные ценности не востребованы обществом, о том, как много человеку требуется мужества и смирения, чтобы сохранить «душу живую», не впасть в озлобление или гордыню, а жить по совести и любви. — Алексей Иванов

## Персонажи романа
- Виктор Сергеевич Служкин — учитель географии одной из пермских школ;
- Надя — жена Служкина. Живёт с ним в одной квартире только ради дочери;
- Тата — дочь Нади и Служкина, дошкольница;
- Будкин — школьный друг Служкина, ставший с недавних пор соседом. Занимается мелким бизнесом, имеет небольшие деньги и машину;
- Владимир Колесников — школьный товарищ Служкина и Будкина. Служит в ОВД;
- Наташа Веткина (Ветка) — жена Колесникова, школьная подруга Служкина и Будкина;
- Шурка (Шуруп) — сын Колесникова и Ветки, примерно одного возраста с Татой;
- Саша Рунёва — школьная подруга Будкина, Служкина и Колесникова. Влюблена в Будкина, поддерживает близкие отношения с Колесниковым, Служкина считает лучшим другом;
- Лена Анфимова (в замужестве Снегирёва) — первая любовь Служкина; теперь её сын Андрюша ходит в один детсад с Татой;
- Роза Борисовна (Угроза) — завуч школы, мать Маши Большаковой. Невзлюбила Служкина с первого момента его появления в школе;
- Кира Валерьевна — учительница немецкого языка. Не замужем;
- ученики 9а класса — «красная профессура»;
- ученики 9б класса (Овечкин, Чебыкин, Деменёв, Бармин, Тютин) — «отцы»;
- ученики 9в класса — «зондеркоманда»;
- Градусов — двоечник, предводитель «зондеркоманды»;
- Маша Большакова — ученица 9а класса, дочь завуча Розы Борисовны. Вместе с «отцами» отправляется в поход на катамаране;

Обложка авторской редакции романа Алексея Иванова «Географ глобус пропил» (2005). Художник Антон Ломаев

- Люся Митрофанова — подруга Маши;
- Пуджик — кот Служкина.

## Сюжет
Действие происходит в первой половине 1990-х годов в городе Перми. Выпускник Уральского государственного университета Виктор Служкин устраивается работать учителем географии в одну из средних школ.
Служкину достаются девятые классы, учеников которых Виктор Сергеевич разделяет по категориям: 9а — это «красная профессура», 9б — «отцы», 9в — «зондеркоманда», возглавляемая дерзким и неуправляемым подростком Градусовым.
С «отцами» у Служкина складываются приятельские отношения, он даже позволяет себе выпивать с ними на лестничной площадке в день своего рождения. Класс «красной профессуры» замечателен тем, что там учится Маша Большакова — девушка, которая постепенно занимает все мысли географа. Тяжелее всего выстраивается общение с «зондеркомандой», поскольку никакие педагогические меры не воздействуют ни на Градусова, ни на его «присных».
Перед началом учебного года выясняется, что в соседнем доме поселился школьный друг Служкина — Будкин. Его появление вносит путаницу в личную жизнь героев романа, которая и прежде была непростой. Так, жена Надя объявляет Служкину, что прекращает с ним супружеские отношения — отныне их связывают только заботы о дочери Тате. Вскоре у Нади начинается роман с Будкиным.
В сложную цепочку личных взаимоотношений включены также: Саша Рунёва, которая любит Будкина со школьных лет; Колесников — нынешний возлюбленный Саши, ныне женатый на Ветке; Кира Валерьевна, учительница немецкого языка, с которой у Будкина был кратковременный роман. Немного особняком стоит здесь Лена Анфимова — первая любовь Служкина, вышедшая замуж за водителя автобуса и полностью посвятившая себя семье.
Ещё осенью Служкин начал рассказывать на одном из уроков про свои водные походы, и, увлекшись собственным рассказом, пообещал «отцам», что поведёт их в такой поход. Весной он выполняет своё обещание, причём в последний момент в группу попали Маша с подругой Люсей и Градусов. Участникам сплава приходится преодолеть много трудностей: они пропустили нужную им станцию и оказались не на той речке, с которой планировали начать сплав, весь первый день провели без еды, катамаран сломался при прохождении порожистого участка, ночью палатка оказалась подтоплена поднявшимися водами реки, заболела Маша. В самых сложных ситуациях двоечник Градусов ведёт себя мужественно и во всём поддерживает учителя.
Глава, рассказывающая о походе, написана, в отличие от остальных частей романа, от первого лица.
Через некоторое время после возвращения в период выпускных экзаменов Служкин узнаёт, что Маша — дочь завуча Розы Борисовны. Та, в свою очередь, обнаруживает, что Маша влюблена в учителя географии, поскольку застаёт их обнявшимися в кабинете географии. Завуч предлагает Служкину немедленно написать заявление об увольнении, что он и делает. Вечером к нему домой приходят все двоечники из 9в во главе с Градусовым и дарят бутылку дорогого вина (которую Служкин потом вылил, чтобы не пить на глазах у дочки). Экзамен по географии они сдали на тройки, а Градусов — на «отлично».

Служкин стоял на балконе и курил. Справа от него на банкетке стояла дочка и ждала золотую машину. Слева от него на перилах сидел кот. Прямо перед ним уходила вдаль светлая и лучезарная пустыня одиночества. — «Географ глобус пропил»

## Упоминаемые объекты
- Речники — микрорайон Перми, который, по словам автора, на самом деле называется Водники[4];
- Пермь-вторая — железнодорожная станция в Перми;
- Поныш — река, впадающая в Чусовую;
- Чёртов Палец — семиконечная («Семичеловечья») башня-скала, стоящая на берегу реки Поныш;
- Ледяная[5] — река, в которую впадает Поныш; имеет первую категорию сложности с порогом четвёртой категории;
- Гранит — река и станция;
- Урём — речка и урочище;
- Долгановский порог[6] — участок на реке Ледяной; назван в честь туриста Сергея Долганова, трагически погибшего на этом участке 7 мая 1967 года;
- Межень — деревня, перед которой находится Долгановский порог;
- Хромой Камень — скала, нависающая над рекой Ледяной.

## Рецензии и отзывы
Вадим Нестеров (Газета.Ru) признаётся, что вначале не мог избавиться от впечатления, что роман — это анекдот из провинциальной жизни. Впрочем, скоро обозреватель обнаружил, что «анекдот оборачивается драмой, а побасёнки про пойманных в электричке козлищ-безбилетников, пионеров, ворующих трусы у вожатой, и показательных поездках Географа на „кардонке“ с ледяной горы лишь высветляют жутковатые в своей будничности реалии провинции с пьянкой от тоски, мордобоем от беспросветности и изменами от скуки».
Вадим Иткин («Книжная витрина») приходит к выводу, что текст романа мастерски написан, легко читаем и очень свеж — «несмотря на затхлость провинциальной атмосферы. Несмотря на безнадёжность и безысходность».
Вадим Гуреев («Литературная Россия») задаётся вопросом: что же всё-таки позволило Служкину устоять под напором «зондеркоманды»? И сам же отвечает: естественность поведения. Именно она даёт Служкину внутреннюю силу.
Михаил Визель («TimeOut»), признавая, что Служкин — это отнюдь не Макаренко, тут же замечает, что грязь к герою не липнет: «загулы его сродни „ангелическому пьянству“ незабвенного Венички, а крайне сомнительные, что ни говори, отношения с девочкой Машей разрешаются в самой верхней своей точке настоящим коаном, подтверждая давнее наблюдение, что русский человек — стихийный буддист».
Игорь Касько («Литературная Россия»), не пытаясь идеализировать педагогические методы Служкина, тем не менее уточняет: «Он учит их жизни по-своему, порою интуитивно. В этом и есть его правда. Его сила. И его право».
По мнению Саши Серого («IrkutskOut»), эпизод из воспоминаний героя о том, как Колесников уговаривал одноклассницу прийти на свидание, — «это практически гениальный по жизненной правде отрывок».

Это книга про потерянное поколение. Не про то, о котором писал Ремарк. Другое. Оно успело вырасти на развалинах и руинах СССР. Оно потеряло себя на задворках жизни и при этом живёт в собственном выдуманном мире. Оно ищет человека в человеке и всё ещё надеется на лучшее. — Юлия Троцевич («Остров Свободы»)
Голландский перевод книги (2008) вызвал отрицательные отзывы критиков, назвавших его неудачным романом; в частности, издатель поместил на обложку сравнение стиля А. Иванова с М. Уэльбеком, что вызвало многочисленные критические сравнения не в пользу первого.

## Литературные и кинематографические параллели
Критики обнаружили в судьбе главного героя немало параллелей с героями литературы и кино. Так, Дмитрий Малков («Книжное обозрение») увидел в романе «точный портрет поколения „взрослых мальчиков“, как в книгах Аксёнова, Гладилина, Анчарова».
Дмитрий Быков («Новый мир») при чтении «Географа…» вспомнил роман Бел Кауфман «Вверх по лестнице, ведущей вниз» — «там ведь тоже о том, как учитель умудрился влюбить и подчинить непокорный класс, не прибегая при этом к тоталитарным технологиям типа крапивинских или щетининских».
По мнению Галины Юзефович, в «педагогической поэме» Алексея Иванова есть перекличка с фильмом «Хористы» (режиссёр Кристофа Барратье), вышедшим на экраны за год до появления на прилавках «Географа…».
Другого киногероя — Данилу Багрова, «каким тот был бы, если бы жил в Перми, работал в школе географом и много пил», — узнаёт в Служкине журналист Лев Данилкин («Афиша»).
Артур Акминлаус («Литературная Россия»), напротив, уподобляет героя персонажам русской классики: «Так в чём же кредо Виктора Служкина? Он ли Герой нашего времени, Печорин номер два?».
О том же самом, по сути, рассуждает Светлана Евсюкова (Интернет-издание «E-motion»): «Виктор Служкин — наследник целой вереницы героев русской литературы, прямой потомок лесковского „Очарованного странника“, родной брат шукшинских правдоискателей».
Павел Губарев («Рецензент») находит прямые аналогии с другим классическим персонажем — Раскольниковым, полагая, что Служкин — «личность не менее неоднозначная и вызывающая», несущая свои вопросы и сомнения, «гордо, как хоругви».
Чтение первой главы романа, когда Служкин в электричке изображает перед контролёрами глухонемого, выводит филолога Татьяну Долгих на поэзию, потому что «герой сразу заставляет вспомнить знаменитых тютчевских „демонов глухонемых“» (стихотворение «Ночное небо так угрюмо…»).

## Отличие от фильма
В 2013 году по книге был снят одноимённый фильм, который, по мнению критиков, существенно отличается от романа.
Так, рецензент Юлия Климычева отмечает, что перемены, которые произошли с учениками после тяжёлого похода, заметны в романе, а «в фильме никак не акцентированы». Кроме того, за кадром осталась история первой любви Служкина, которая «важна для понимания героя и романа в целом».
Марк Липовецкий и Татьяна Михайлова (журнал «Знамя») констатировали, что в фильме, в отличие от романа, «педагогическая программа Служкина остаётся совершенно невнятной».
Дмитрий Быков («Московские новости») добавил к этим рассуждениям, что ключевой монолог Служкина по сравнению с романом «значительно усилен — Хабенский играет его с зашкаливающей, опасной мерой отвращения к выродившемуся человечеству».
Кроме того, события в фильме перенесены в XXI век, а старшее поколение заметно «состарено» (так, в романе Служкину 28 лет, а Хабенскому около 40 лет).

## Дополнительная информация
- В пермском «Театре-театре» был поставлен спектакль «Географ глобус пропил» (инсценировка Ксении Гашевой).
- Маршрут, по которому следовали герои романа во время похода, стал экскурсионным, и теперь туристам предлагают повторить путь, пройденный девятиклассниками[28].
- Как рассказала продюсер Иванова Юлия Зайцева, рукопись романа была дважды утрачена и писателю приходилось его восстанавливать заново. Первый раз это случилось, когда уборщица в школе, где автор работал сторожем, выбросила тетрадь с черновиком романа, а во второй — когда рукопись украли у Иванова вместе с сумкой, где она находилась[29].